# Wawrzyniec Cezary Anichini

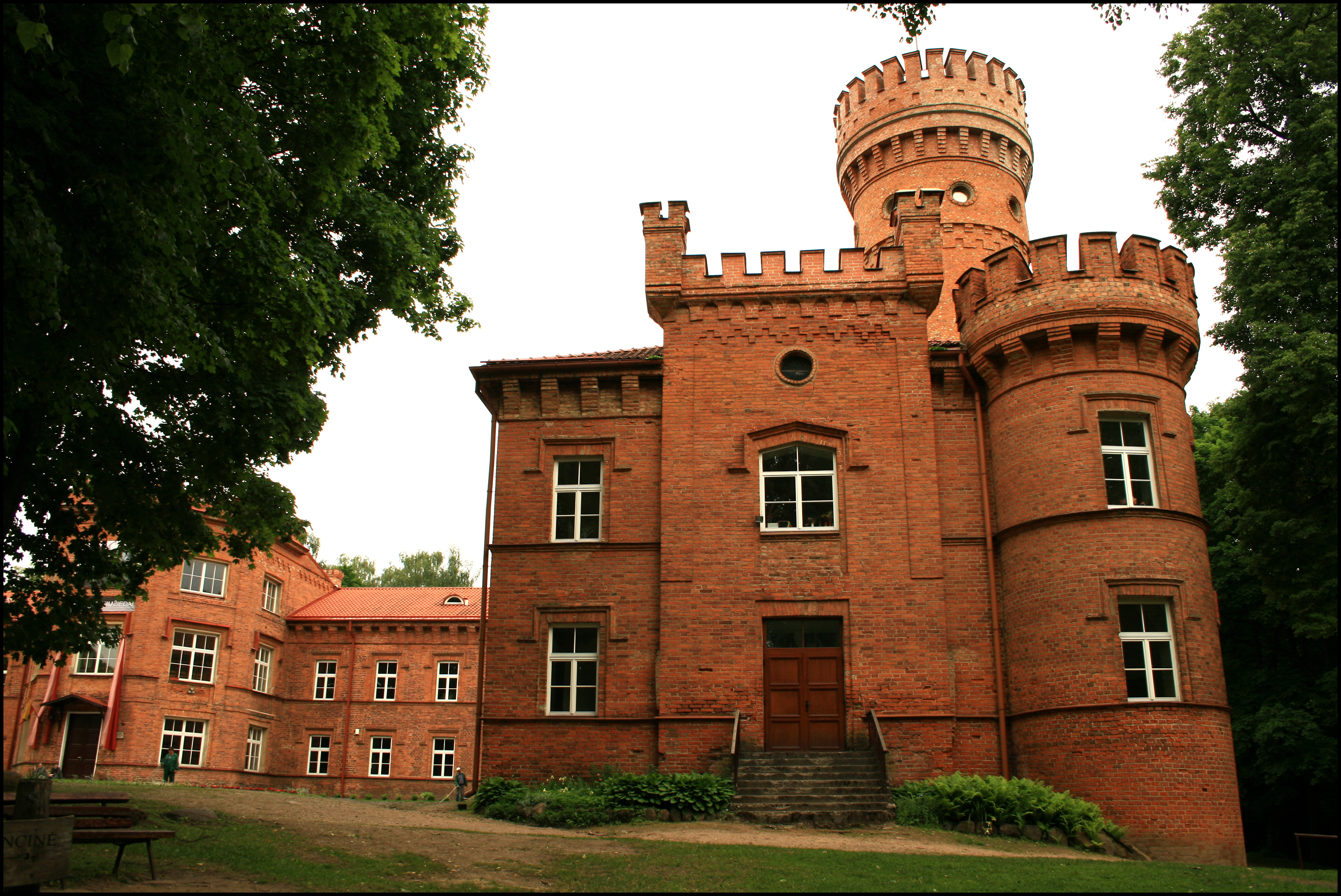
zamku w Raudaniu

Wawrzyniec Cezary Anichini (ur. 1787 we Florencji, zm. 31 stycznia 1861 w Czerwonym Dworze) – włoski architekt, przybył na Litwę jako inżynier z wojskami Napoleona.

## Życiorys
Po porażce Napoleona w Rosji został schwytany jako jeniec wojenny. Zwolniony przez Rosjan osiedlił się w Wilnie  wraz z innym włoskim emigrantem Franciszkiem Andriollim.
Pełnił funkcję architekta potężnej rodziny Tyszkiewiczów. Zbudował kościół  i plebanię w Czerwonym Dworze dla Benedykta Tyszkiewicza. Zaprojektował m.in. zespół pałacowy dla Komarów w Hanuszyszkach, kościół w Birżach, Najbardziej znaczących dziełem jest rekonstrukcja zamku w Raudaniu.  Pochowany został na cmentarzu w Czerwonym Dworze.